# Manilla
Pour les articles homonymes, voir Manilla (homonymie).
Manilla (2 081 habitants) est un village des North West Slopes, une région de Nouvelle-Galles du Sud en Australie à 459 kilomètres au nord de Sydney et à 45 de Tamworth.